# Milano-Sanremo 1923
La Milano-Sanremo 1923, sedicesima edizione della corsa, fu disputata il 25 marzo 1923, per un percorso totale di 286,5 km. Fu vinta dall'italiano Costante Girardengo, giunto al traguardo con il tempo di 10h14'00" alla media di 27,997 km/h davanti ai connazionali Gaetano Belloni e Giuseppe Azzini.
Nell'occasione si mise in luce Ottavio Bottecchia, giunto nono ma primo tra gli isolati (cioè senza una squadra a supporto), che verrà così ingaggiato per disputare i successivi Giro d'Italia e Tour de France.
I ciclisti che partirono da Milano furono 64; coloro che tagliarono il traguardo a Sanremo furono 31.

## Ordine d'arrivo (Top 10)
| Pos. | Corridore           | Squadra         | Tempo     |
| ---- | ------------------- | --------------- | --------- |
| 1    | Costante Girardengo | Maino           | 10h14'00" |
| 2    | Gaetano Belloni     | Legnano-Pirelli | s.t.      |
| 3    | Giuseppe Azzini     | Maino           | s.t.      |
| 4    | Giovanni Brunero    | Legnano-Pirelli | s.t.      |
| 5    | Pietro Bestetti     | Berettini-Monza | s.t.      |
| 6    | Bartolomeo Aimo     | Atala           | s.t.      |
| 7    | Camillo Arduino     | Atala           | s.t.      |
| 8    | Angelo Gremo        | Maino           | s.t.      |
| 9    | Ottavio Bottecchia  | Ganna           | s.t.      |
| 10   | Luigi Lucotti       | Maino           | s.t.      |